# Церевитинов, Фёдор Васильевич
Фёдор Васи́льевич Цереви́тинов (24 июля [5 августа] 1874 — 10 июня 1947) — советский химик-органик. Заслуженный деятель науки и техники РСФСР.

## Биография
Родился 24 июля (5 августа) 1874 года в селе Передел Калужской губернии.
В 1899 году окончил Императорское Московское техническое училище (химический факультет) и был оставлен в нём ассистентом на кафедре химии и стал преподавать дисциплину «Общая химическая технология органических веществ». В 1908 году получил звание профессора и преподавал в училище до 1934 года.
С 1907 года работал в Московском Промышленном училище. В технических классах вёл курсы — «Химические производства», «Технология красильных веществ» и практические работы в химической лаборатории. Согласно справке комиссии Главпрофобра Наркомпроса от 13.08.1921 был «одним из гарантов жизнеспособности нового вуза — МПХТИ им. Д. И. Менделеева».
С 1908 года он также начал работать в Московском коммерческом институте; сначала лаборантом, а затем аспирантом на кафедре товароведения пищевых средств. Вскоре он оказался ближайшим помощником профессора Я. Я. Никитинского, который вместе с профессором П. П. Петровым оказали большое влияние на формирование научных взглядов Церевитинова. В коммерческом институте (затем — МИНХ им. Г. В. Плеханова) Церевитинов работал до своей смерти, получив в 1918 году звание профессора и возглавив (после смерти Никитинского) кафедру товароведения пищевых продуктов. Церевитинов воспитал целую плеяду видных деятелей товароведения: С. А. Ермилов, Ф. С. Касаткин, Я. Я. Никитинский (младший), В. Г. Сперанский, В. С. Смирнов, Н. И. Козин, А. А. Колесник.
В 1921—1937 годах преподавал также в Московской сельскохозяйственной академии им. К. А. Тимирязева; был директором Плодоовощного эндохимического института НКЗ РСФСР; в 1930—1936 годах был заведующим сектором в НИИ Консервной промышленности; в 1935—1947 годах — научным руководителем биохимической лаборатории ВНИИ холодильной промышленности. Он был также консультантом многих пищевых комбинатов и заводов.
В 1935 году за выдающиеся заслуги в области химии и товароведения плодов и овощей Ф. В. Церевитинову было присвоено почётное звание заслуженного деятеля науки и техники РСФСР. В течение многих лет он был бессменным председателем пищевой секции Дома Учёных АН СССР. В 1940—1947 гг. был членом ВАК и председателем экспертной комиссии ВАК.
Умер 10 июня 1947 года. Похоронен на 22 участке Введенского кладбища.
Специальным постановлением Совета Министров посмертно были изданы его труды общим объёмом свыше 110 п.л. В вузах были учреждены стипендии имени профессора Ф. В. Церевитинова.
Его сын Борис Фёдорович Церевитинов (1904—1979) также стал Заслуженным деятелем науки и техники РСФСР (15.12.1979). 

## Научный вклад
В 1913 году он разработал эффективный метод хранения овощей и фруктов в специальных газовых средах. Им была установлена зависимость интенсивности «дыхания» плодов от температуры хранения, газового состава среды и химического состава продуктов. 
Исследовал химический состав плодов и овощей, процессы, происходящие при их созревании и хранении; разработал ряд способов переработки плодов и овощей, в частности, предложил промышленный способ получения пектина из яблочных выжимок (Метод Церевитинова — Гильде).
Существенным вкладом в науку стал метод определения подвижных атомов водорода в органических соединениях (совместно с Л. А. Чугаевым). В 1930 году была издана монография в 2-х томах «Химия и товароведение свежих плодов и овощей», переизданная в 1933 и 1949 годах, которая стала выдающимся трудом, содержащим громадный фактический материал по химическому составу, биохимии и хранению плодов и овощей; многие теоретические положения не утратили своей актуальности и на современном этапе развития товароведения.

## Награды
- Заслуженный деятель науки и техники РСФСР (1935)
- орден Трудового Красного Знамени (1943)
- Орден Ленина (30.10.1944)